# Bjärlöv
Bjärlöv est une localité suédoise située dans la commune de Kristianstad en Scanie.
Sa population était de 240 habitants en 2019.